# 日本海魴
日本海魴，又稱遠東海魴、海魴、魴魚、鏡魚、鏡鯧、馬頭鯛、日本的鯛、豆的鯛、的鯛，是輻鰭魚綱海魴目的其中一種。在台灣的高級餐廳菜單中稱為鲂魚，英文俗名為John Dory，音譯為多利魚。

## 分布
该鱼广泛分布于除黑海外的大西洋东岸、印度洋沿岸以及太平洋西岸。

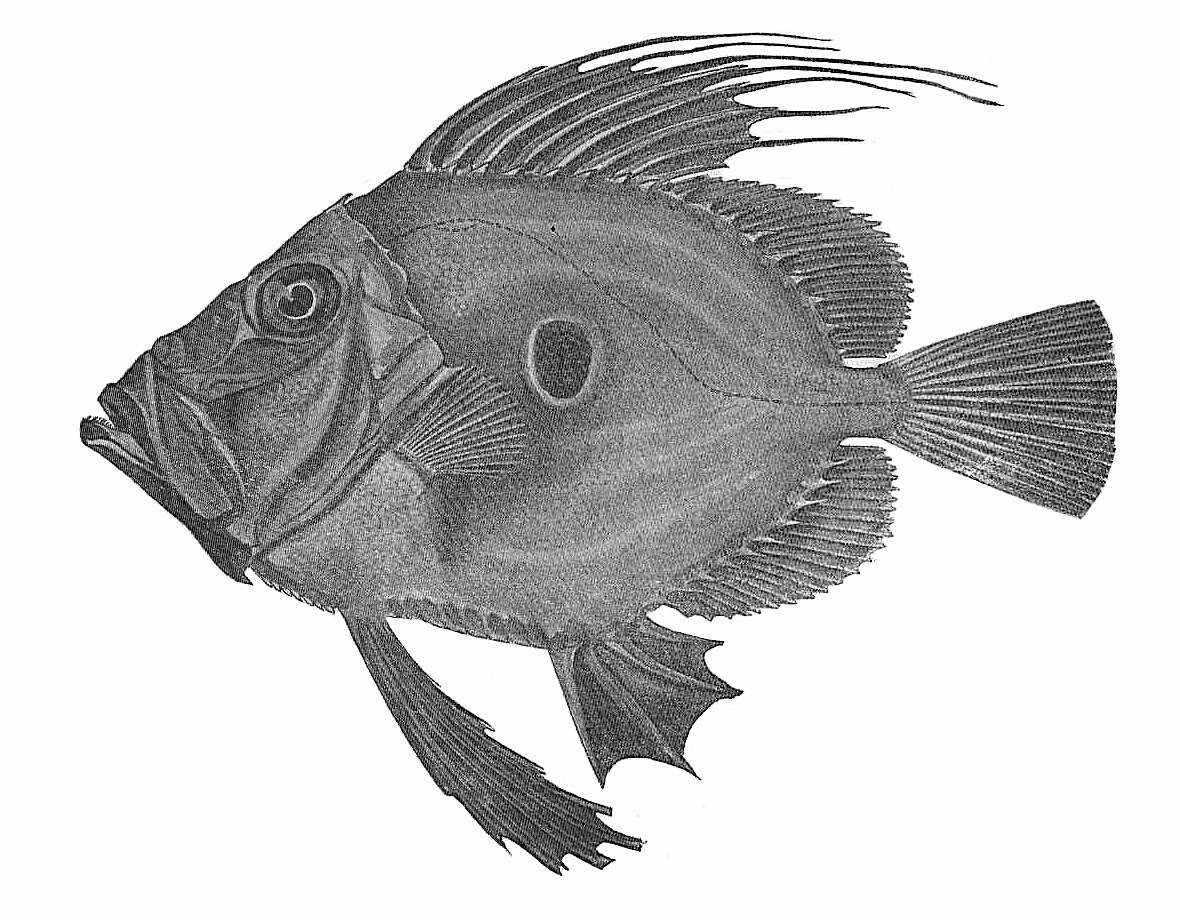
日本海鲂 Zeus faber

## 深度
水深上下限40至200公尺。

## 特徵
本魚臀鰭棘4枚，背鰭硬棘部基底無棘狀板。沿背鰭軟條部和臀鰭之基底有5至7枚大形棘狀板。胸鰭短；腹鰭延長，後端達臀鰭起點之後；尾鰭截平。鱗片十分細小，牢牢附著於體側，體高甚大且側扁，吻深裂，頭大型。胸鰭上有一大黑斑，體呈淡褐色，體側有10條左右的長條狀縱帶，分布不平均，口部朝上且可伸出，頜可伸縮，上下頜齒小，腭骨則無齒。體長可達90公分，但极少超过40公分。最重可达8公斤

## 生态学
本魚大多棲息於深海之泥質海底，而在夏秋兩季則可能會游到礁石附近。本鱼通常分布水深为100-200m，但在至浅5m、至深400m处均有目击记录。
本鱼身体极扁，因而猎物难以从正面发现，而其在头部正面的大眼可帮助其发现和定位猎物的深度，而其胸鳍上的大黑斑亦可作为假眼迷惑猎物。
本鱼的猎物包括鱿鱼、乌贼、甲壳类动物及小型鱼类，而天敌包括例如灰色真鲨等大型鱼类。

## 繁殖与寿命
该鱼在3岁到4.5岁即可繁殖，野外寿命可达14岁。

## 經濟利用
中大型魚類，常為底拖網捕獲，肉質鮮美，極具食用價值。

### 仿冒品
台灣坊間低價、去骨去皮的多利魚、魴魚或雪斑魚，皆為東南亞、越南淡水養殖的低眼無齒𩷶和博氏巨鯰（Pangasius bocourti，俗稱「巴沙魚」，也被用来假冒為龍脷魚），假冒高價的深海產魴魚，使很多人誤以為「鯰魚」就是魴魚、多利魚或國宴魚。最簡單的分辨方法是日本海魴的魚片帶有魚皮，呈三角形；鯰魚的魚片沒有魚皮，呈長條形(長舌狀)。

## 延伸阅读
[在维基数据编辑]
 《欽定古今圖書集成·博物彙編·禽蟲典·魴魚部》，出自陈梦雷《古今圖書集成》

## 外部連結
- 台灣魚類資料庫 （页面存档备份，存于）
- 台灣水產試驗所水產生物圖說
- 海鮮陷阱，第408期消費者報導雜誌，2015年4月5日